# 주온 - 극장판 2
《주온 - 극장판 2》(Ju-on: The Grudge 2)는 일본에서 제작된 시미즈 다카시 감독의 2003년 공포, 스릴러 영화이다. 사카이 노리코 등이 주연으로 출연하였고 이치세 타카시게 등이 제작에 참여하였다.

## 출연

### 주연
- 사카이 노리코
- 니이야마 치하루

### 조연
- 호리에 게이
- 이치카와 유이
- 카츠라야마 신고
- 후지 타카코
- 오제키 유우야

## 기타
- 미술: 토키와 토시하루